# Litoria cavernicola
Litoria cavernicola ("cave-dwelling frog" en inglés) es una especie de anfibio anuro del género Litoria de la familia Pelodryadidae.

## Distribución geográfica
Originaria de Australia.
Vive en cuevas y entre rocas grandes en cañones de arenisca en el área de Kimberly. Es de color verde a marrón rojizo.
Ponen sus huevos en charcos poco profundos de agua, pero los científicos no saben mucho sobre los renacuajos.